# Resultados do Carnaval do Rio de Janeiro em 1967
Nesta página estão listados os resultados dos concursos de escolas de samba, blocos de enredo, frevos carnavalescos, ranchos carnavalescos e sociedades carnavalescas do carnaval do Rio de Janeiro do ano de 1967. Os desfiles foram realizados entre os dias 4 e 7 fevereiro de 1967.
Apontada como favorita por público e imprensa, a Estação Primeira de Mangueira confirmou as expectativas conquistando seu décimo título de campeã do carnaval. A escola realizou um desfile sobre o escritor brasileiro Monteiro Lobato, morto em 1948. O enredo "O Mundo Encantado de Monteiro Lobato" foi desenvolvido pelo carnavalesco Júlio Mattos, que conquistou seu primeiro título no carnaval do Rio. Homenageando o estado de São Paulo, o Império Serrano obteve o vice-campeonato com quatro pontos de diferença para a campeã. Últimas colocadas, Imperatriz Leopoldinense e São Clemente foram rebaixadas para a segunda divisão.
Unidos de São Carlos venceu o Grupo 2, sendo promovida à primeira divisão junto com a vice-campeã, Independentes do Leblon. Unidos do Jacarezinho conquistou o título do Grupo 3, sendo promovida à segunda divisão junto com a vice-campeã, Beija-Flor.
Vai Se Quiser, Bloco do Barriga e Unidos do Cabral foram os campeões dos grupos de blocos de enredo. Lenhadores ganhou a disputa dos frevos. Tomara que Chova foi o campeão dos ranchos. Clube dos Democráticos conquistou o título do concurso das grandes sociedades.

## Escolas de samba

### Grupo 1
O desfile do Grupo 1 foi organizado pela Associação das Escolas de Samba do Estado da Guanabara (AESEG) e realizado na Avenida Presidente Vargas, tendo início às 22 horas e 15 minutos do domingo, dia 5 de fevereiro de 1967. O desfile foi aberto por Imperatriz Leopoldinense e São Clemente, respectivamente vice-campeã e campeã do Grupo 2 do ano anterior.
| Ordem dos desfiles |
| 1. Imperatriz Leopoldinense 2. São Clemente 3. Império da Tijuca 4. Acadêmicos do Salgueiro 5. Portela 6. Unidos de Lucas 7. Unidos de Vila Isabel 8. Império Serrano 9. Estação Primeira de Mangueira 10. Mocidade Independente de Padre Miguel |

#### Quesitos e julgadores
Treze quesitos foram julgados, sendo que, o quesito Desfile teve três jurados.
| Legenda: * Sem informação disponível |

| Quesito | Quesito            | Quesito                | Julgador                 | Valor         |
| ------- | ------------------ | ---------------------- | ------------------------ | ------------- |
|         | Bateria            | Bateria                | Ricardo Cravo Albin      | 1 a 10 pontos |
|         | Harmonia           | Harmonia               | Diva Pieranti            | 1 a 10 pontos |
|         | Melodia            |                        | Diva Pieranti            | 1 a 10 pontos |
|         | Figurino           | Figurino               | Ana Martins              | 1 a 10 pontos |
|         | Comissão de Frente |                        | Ana Martins              | 1 a 10 pontos |
|         | Enredo             | Enredo                 | Chico Buarque de Holanda | 1 a 10 pontos |
|         | Letra do Samba     |                        | Chico Buarque de Holanda | 1 a 10 pontos |
|         | Porta-Bandeira     | Porta-Bandeira         | Johnny Franklin          | 1 a 10 pontos |
|         | Mestre-Sala        |                        | Johnny Franklin          | 1 a 10 pontos |
|         | Evolução           | Evolução               | Carlos Leite             | 1 a 10 pontos |
|         | Conjunto           |                        | Carlos Leite             | 1 a 10 pontos |
|         | Alegoria           | Alegoria               | Ítalo Oliveira           | 1 a 10 pontos |
|         | Desfile            | J1                     | Aloísio Magalhães        | 1 a 5 pontos  |
| J2      | Desfile            | Danúbio Menezes Galvão |                          | 1 a 5 pontos  |
| J3      | Desfile            | *                      |                          | 1 a 5 pontos  |

#### Classificação
Estação Primeira de Mangueira foi a campeã, conquistando seu décimo título na elite do carnaval. O campeonato anterior da escola foi conquistado seis anos antes, em 1961. A Mangueira realizou um desfile sobre a obra do escritor brasileiro Monteiro Lobato, morto em 1948. O enredo "O Mundo Encantado de Monteiro Lobato" foi desenvolvido pelo carnavalesco Júlio Mattos, que conquistou seu primeiro título no carnaval do Rio. A escola era apontada como favorita antes da apuração do resultado.
Império Serrano ficou com o vice-campeonato, por quatro pontos de diferença para a campeã, com um desfile sobre o estado brasileiro de São Paulo. Terceiro colocado, o Acadêmicos do Salgueiro realizou um desfile baseado no livro História da Liberdade no Brasil, do historiador brasileiro Viriato Correia. Unidos de Vila Isabel ficou em quarto lugar desfilando o enredo "Carnaval das Ilusões". Com um desfile sobre as festas tradicionais do Rio de Janeiro, a Unidos de Lucas se classificou em quinto lugar. A escola fez sua estreia no carnaval, tendo sido criada no ano anterior, a partir da fusão das escolas Unidos da Capela e a Aprendizes de Lucas. Campeã do ano anterior, a Portela ficou na sexta colocação com uma apresentação sobre a Inconfidência Mineira, sendo este, o pior resultado de sua história até então. Sétima colocada, a Mocidade Independente de Padre Miguel realizou um desfile sobre o teatro brasileiro. Império da Tijuca ficou em oitavo lugar com uma apresentação sobre a obra do escritor brasileiro Vicente Guimarães. Em seu retorno ao Grupo 1, a Imperatriz Leopoldinense obteve a penúltima colocação, sendo rebaixada de volta para a segunda divisão. A escola homenageou o poeta brasileiro Olavo Bilac, morto em 1918. Fazendo sua estreia no Grupo 1, após vencer o Grupo 2 de 1967, a São Clemente se classificou em último lugar, sendo rebaixada novamente para a segunda divisão. A escola realizou um desfile sobre as festas e as tradições populares do Brasil.
| Legenda: Campeã Rebaixadas para o Grupo 2 |

| Col. | Escola                                | Enredo                                 | Carnavalesco(a)                                                 | Pontos | Desempate       |
| ---- | ------------------------------------- | -------------------------------------- | --------------------------------------------------------------- | ------ | --------------- |
| 1    | Estação Primeira de Mangueira         | O Mundo Encantado de Monteiro Lobato   | Júlio Mattos                                                    | 113    | -               |
| 2    | Império Serrano                       | São Paulo, Chapadão de Glórias         | Armando Iglésias, Antônio Carbonelli e Paulo dos Santos Freitas | 109    | Bateria (9 pts) |
| 3    | Acadêmicos do Salgueiro               | História da Liberdade no Brasil        | Fernando Pamplona e Arlindo Rodrigues                           | 109    | Bateria (8 pts) |
| 4    | Unidos de Vila Isabel                 | Carnaval das Ilusões                   | Gabriel do Nascimento e Dario de Castro                         | 99     | -               |
| 5    | Unidos de Lucas                       | Festas Tradicionais do Rio de Janeiro  | Clóvis Bornay                                                   | 86     | -               |
| 6    | Portela                               | Tal Dia É o Batizado                   | Nelson de Andrade, Juvenal Portela e Laurênio                   | 83     | -               |
| 7    | Mocidade Independente de Padre Miguel | O Teatro Brasileiro Através dos Tempos | Poty                                                            | 66     | -               |
| 8    | Império da Tijuca                     | O Reino Encantado de Vicente Guimarães | Nelson Fonseca                                                  | 61     | -               |
| 9    | Imperatriz Leopoldinense              | A Vida Poética de Olavo Bilac          | Ary Reis                                                        | 49     | -               |
| 10   | São Clemente                          | Festas e Tradições Populares do Brasil | Renato Miguez e Dedé                                            | 48     | -               |

### Grupo 2
O desfile do Grupo 2 foi organizado pela AESEG e realizado na Avenida Presidente Vargas, tendo início às 22 horas e 45 minutos do domingo, dia 5 de fevereiro de 1967.
| Ordem dos desfiles |
| 1. Unidos de Manguinhos 2. Em Cima da Hora 3. Unidos de São Carlos 4. Tupy de Brás de Pina 5. Lins Imperial 6. Caprichosos de Pilares 7. Independentes do Leblon 8. União de Jacarepaguá 9. Aprendizes da Gávea 10. Unidos do Jardim 11. Unidos do Cabuçu 12. Unidos de Padre Miguel 13. Acadêmicos de Santa Cruz |

#### Quesitos e julgadores
As escolas foram avaliadas em doze quesitos.
| Quesito | Quesito                  | Quesito                  | Julgador                   |
| ------- | ------------------------ | ------------------------ | -------------------------- |
|         | Alegorias                | Alegorias                | De Figueiredo              |
|         | Desfile não interrompido | Desfile não interrompido | Josemar Freitas            |
|         | Enredo                   | Enredo                   | Pedro Jorge                |
|         | Letra do Samba           |                          | Pedro Jorge                |
|         | Evolução                 | Evolução                 | Rute Laus                  |
|         | Conjunto                 |                          | Rute Laus                  |
|         | Fantasias                | Fantasias                | Noemi                      |
|         | Comissão de Frente       |                          | Noemi                      |
|         | Harmonia                 | Harmonia                 | Rubem Rocha                |
|         | Melodia                  |                          | Rubem Rocha                |
|         | Mestre-Sala              | Mestre-Sala              | Corália da Silva Fernandes |
|         | Porta-Bandeira           |                          | Corália da Silva Fernandes |

#### Classificação
Unidos de São Carlos foi a campeã, conquistando sua promoção inédita à primeira divisão. Vice-campeã, a Independentes do Leblon também foi promovida ao Grupo 1.
| Legenda: Promovidas ao Grupo 1 Rebaixadas para o Grupo 3 * Sem informação disponível |

| Col. | Escola                   | Enredo                                        | Carnavalesco(a)             | Pontos |
| ---- | ------------------------ | --------------------------------------------- | --------------------------- | ------ |
| 1    | Unidos de São Carlos     | Lendas e Costumes do Brasil                   | José Coelho                 | 96     |
| 2    | Independentes do Leblon  | Último Baile da Ilha Fiscal                   | *                           | 93     |
| 3    | Em Cima da Hora          | Vida e Amores de Dona Beja                    | Sebastião Souza de Oliveira | 88     |
| 4    | Unidos de Padre Miguel   | O Penacho do Capitão-mor                      | *                           | 75     |
| 5    | Acadêmicos de Santa Cruz | Núpcias Imperiais                             | Joceil Vargas               | 74     |
| 6    | Tupy de Brás de Pina     | O Homem que não Quis Ser Rei                  | *                           | 71     |
| 7    | União de Jacarepaguá     | Contratadores de Diamantes                    | *                           | 71     |
| 8    | Unidos do Cabuçu         | Bandeiras e Brasões na História do Brasil     | *                           | 66     |
| 9    | Aprendizes da Gávea      | Dorotéia de Vila Rica                         | *                           | 62     |
| 10   | Lins Imperial            | A Condessa de Barral                          | *                           | 60     |
| 11   | Caprichosos de Pilares   | O Brasil Através de Sua Música                | *                           | 59     |
| 12   | Unidos de Manguinhos     | Espumas Flutuantes - Homenagem a Castro Alves | Nilton Cost                 | 58     |
| 13   | Unidos do Jardim         | Brasil, Reino, Império                        | *                           | 51     |

### Grupo 3
O desfile do Grupo 3 foi organizado pela AESEG e realizado no domingo, dia 5 de fevereiro de 1967, na Praça Onze.
| Ordem dos desfiles |
| 1. Independentes de Mesquita 2. Beija-Flor 3. Sai Quem Pode 4. União da Ilha do Governador 5. Unidos de Bangu 6. Unidos de Nilópolis 7. Inferno Verde 8. Acadêmicos do Engenho da Rainha 9. Capricho do Centenário 10. Império do Marangá 11. Unidos da Vila São Luiz 12. Unidos da Vila Santa Tereza 13. Unidos do Uraiti 14. Independente do Zumbi 15. Aprendizes da Boca do Mato 16. Unidos da Ponte 17. Império de Campo Grande 18. União de Vaz Lobo 19. Cartolinhas de Caxias 20. União do Centenário 21. Unidos do Jacarezinho 22. Unidos do Éden |

Classificação
Em seu ano de estreia no carnaval carioca, a Unidos do Jacarezinho conquistou o título de campeã do Grupo 3, garantindo sua promoção à segunda divisão. A escola realizou um desfile sobre Frei Caneca. Vice-campeã, a Beija-Flor também foi promovida ao Grupo 2, de onde foi rebaixada três anos antes.
| Legenda: Promovidas ao Grupo 2 * Sem informação disponível |

| Col.                            | Escola                          | Enredo                            | Carnavalesco(a)                                           | Pontos |
| ------------------------------- | ------------------------------- | --------------------------------- | --------------------------------------------------------- | ------ |
| 1                               | Unidos do Jacarezinho           | Exaltação a Frei Caneca           | Ney Gaspar Gonçalves                                      | 107    |
| 2                               | Beija-Flor                      | A Queda da Monarquia              | Augusto de Almeida                                        | 105    |
| 3                               | União da Ilha do Governador     | Princesa Isabel e Marechal Hermes | D. Lopes                                                  | 95     |
| 4                               | Unidos da Vila Santa Tereza     | Reminiscências Afro-brasileiras   | Clóvis Bornay, Arthur Nunes e Alcides Fernandes de Castro | 92     |
| 5                               | União de Vaz Lobo               | Escrava Isaura                    | *                                                         | 92     |
| 6                               | Império de Campo Grande         | Crenças e Costumes de Uma Raça    | *                                                         | 88     |
| 7                               | União do Centenário             | *                                 | *                                                         | 87     |
| 8                               | Unidos da Vila São Luís         | *                                 | *                                                         | 83     |
| 9                               | Cartolinhas de Caxias           | *                                 | *                                                         | 82     |
| 10                              | Independentes do Zumbi          | *                                 | *                                                         | 82     |
| 11                              | Acadêmicos do Engenho da Rainha | *                                 | *                                                         | 81     |
| 12                              | Unidos do Uraiti                | Festa da Uva                      | *                                                         | 80     |
| 13                              | Império do Marangá              | Homenagem ao Estado do Maranhão   | *                                                         | 78     |
| 14                              | Inferno Verde                   | *                                 | *                                                         | 77     |
| 15                              | Capricho do Centenário          | Brasil Império                    | *                                                         | 75     |
| 16                              | Aprendizes da Boca do Mato      | Exaltação a Fernão Paes Leme      | *                                                         | 75     |
| 17                              | Unidos de Nilópolis             | Transmigração da Família Real     | *                                                         | 75     |
| 18                              | Unidos da Ponte                 | Legados a D. João VI              | *                                                         | 71     |
| 19                              | Unidos de Bangu                 | Os Precursores da Abolição        | Josafá Pereira                                            | 69     |
| 20                              | Unidos do Éden                  | *                                 | *                                                         | 62     |
| 21                              | Sai Quem Pode                   | Glória a Alberto Santos Dumont    | *                                                         | 60     |
| 22                              | Independentes de Mesquita       | Carta Imperial                    | *                                                         | 59     |
| União da Piedade (Não desfilou) |                                 |                                   |                                                           |        |

## Blocos de enredo
Os desfiles dos blocos de enredo foram organizados pela Federação dos Blocos Carnavalescos do Estado do Rio de Janeiro (FBCERJ).

### Grupo 1
O desfile foi realizado a partir da noite do sábado, dia 4 de fevereiro de 1967, na Avenida Presidente Vargas. O último bloco finalizou seu desfile às quatro horas da manhã de domingo.
| Ordem dos desfiles |
| 1. Amigos do Pompílio 2. Quem Quiser Pode Vir 3. Batutas de Oswaldo Cruz 4. Unidos do Parque Felicidade 5. Canários das Laranjeiras 6. Come e Dorme 7. Mocidade Independente de Inhaúma 8. Vai Se Quiser 9. Arranco 10. Não Tem Mosquito 11. Quem Fala de Nós Não Sabe o Que Diz 12. Foliões de Botafogo |

#### Julgadores
A comissão julgadora foi formada por: Milton Moraes; Darci Tessídio; Mário de Oliveira; e Hélcio Kaufman.

#### Classificação
Vai Se Quiser foi campeão nos critérios de desempate após somar a mesma pontuação que o Canários das Laranjeiras.
| Legenda: Campeão Rebaixados para o Grupo 2 |

| Col. | Bloco                               | Enredo                               | Pontos |
| ---- | ----------------------------------- | ------------------------------------ | ------ |
| 1    | Vai Se Quiser                       | Sonho de Um Sambista                 | 50     |
| 2    | Canários das Laranjeiras            | Ouro do Brasil                       | 50     |
| 3    | Arranco                             | Os Grandes Bailes do Municipal       | 43     |
| 4    | Foliões de Botafogo                 | A Fonte dos Amores                   | 41     |
| 5    | Não Tem Mosquito                    | Exaltação à Bahia                    | 37     |
| 6    | Quem Quiser Pode Vir                | Os Jangadeiros                       | 34     |
| 7    | Come e Dorme                        | Riquezas de Um Brasil Feliz          | 29     |
| 8    | Amigos do Pompílio                  | Viagem Maravilhosa Através do Brasil | 28     |
| 9    | Quem Fala de Nós Não Sabe o Que Diz | Reminiscências Carnavalescas         | 28     |
| 10   | Unidos do Parque Felicidade         | A Inconfidência Mineira              | 25     |
| 11   | Batutas de Oswaldo Cruz             | A História do Jockey Club Brasileiro | 23     |
| 12   | Mocidade Independente de Inhaúma    | Obras Líricas de Carlos Gomes        | 23     |

### Grupo 2
O desfile foi realizado a partir das 21 horas e 45 minutos do sábado, dia 4 de fevereiro de 1967, na Avenida Rio Branco.
| Ordem dos desfiles |
| 1. Centenário de Nilópolis 2. Batutas de Cordovil 3. Mocidade Imperial 4. Independentes do Pavãozinho 5. Acadêmicos do Grotão 6. Mocidade de Água Santa 7. Bafo do Bode 8. Cometas do Bispo 9. Bloco do Barriga 10. Unidos de Cordovil |

#### Julgadores
A comissão julgadora foi formada por: De Figueiredo; Maria Barbosa Viana; Naomi; Oscar Silva; e Dorgival Silva.

#### Classificação
Bloco do Barriga foi o campeão, sendo promovido ao Grupo 1 junto com Cometas do Bispo, Bafo do Bode, Batutas de Cordovil e Mocidade de Água Santa.
| Legenda: Promovidos ao Grupo 1 Rebaixados para o Grupo 3 |

| Col. | Bloco                       | Enredo                                   | Pontos |
| ---- | --------------------------- | ---------------------------------------- | ------ |
| 1    | Bloco do Barriga            | Rapsódia Infantil                        | 55     |
| 2    | Cometas do Bispo            | As Maravilhas Musicais de Lamartine Babo | 42     |
| 3    | Bafo do Bode                | *                                        | 41     |
| 4    | Batutas de Cordovil         | *                                        | 39     |
| 5    | Mocidade de Água Santa      | *                                        | 39     |
| 6    | Unidos de Cordovil          | *                                        | 37     |
| 7    | Centenário de Nilópolis     | *                                        | 27     |
| 8    | Independentes do Pavãozinho | *                                        | 26     |
| 9    | Mocidade Imperial           | *                                        | 22     |
| 10   | Acadêmicos do Grotão        | *                                        | 0      |

### Grupo 3
O desfile foi realizado a partir da noite do sábado, dia 4 de fevereiro de 1967, na Praça Onze. A comissão julgadora foi formada por: Waleska Ramos; Mário Borriello; Pedro Jorge; Milton Alves da Costa; e Jorge Borges.

#### Classificação
Unidos do Cabral foi o campeão, sendo promovido ao Grupo 2 junto com Império do Pavão e Unidos do Cantagalo.
| Legenda: Promovidos ao Grupo 2 |

| Col. | Bloco                          | Enredo                | Pontos |
| ---- | ------------------------------ | --------------------- | ------ |
| 1    | Unidos do Cabral               | Exaltação à Imprensa  | 40     |
| 2    | Império do Pavão               | Uma Festa no Quilombo | 33     |
| 3    | Unidos do Cantagalo            | *                     | 29     |
| 4    | Namorar Eu Sei                 | *                     | 28     |
| 5    | Embalo do Morro do Urubu       | *                     | 28     |
| 6    | Unidos de Barros Filho         | *                     | 28     |
| 7    | Infantes da Piedade            | *                     | 28     |
| 8    | Mocidade Unida de Brás de Pina | *                     | 26     |
| 9    | Suspiro de Cobra               | *                     | 24     |
| 10   | Mocidade Louca                 | *                     | 24     |
| 11   | Deixa Comigo                   | *                     | 22     |
| 12   | Diplomatas de Anchieta         | *                     | 22     |
| 13   | Cacareco Unidos do Leblon      | *                     | 17     |
| 14   | Flor da Mina do Andaraí        | *                     | 16     |
| 15   | Peixe Azul de Jacarepaguá      | *                     | 0      |

## Frevos carnavalescos
O desfile dos frevos foi realizado na noite do sábado, dia 4 de fevereiro de 1967, na Avenida Presidente Vargas.

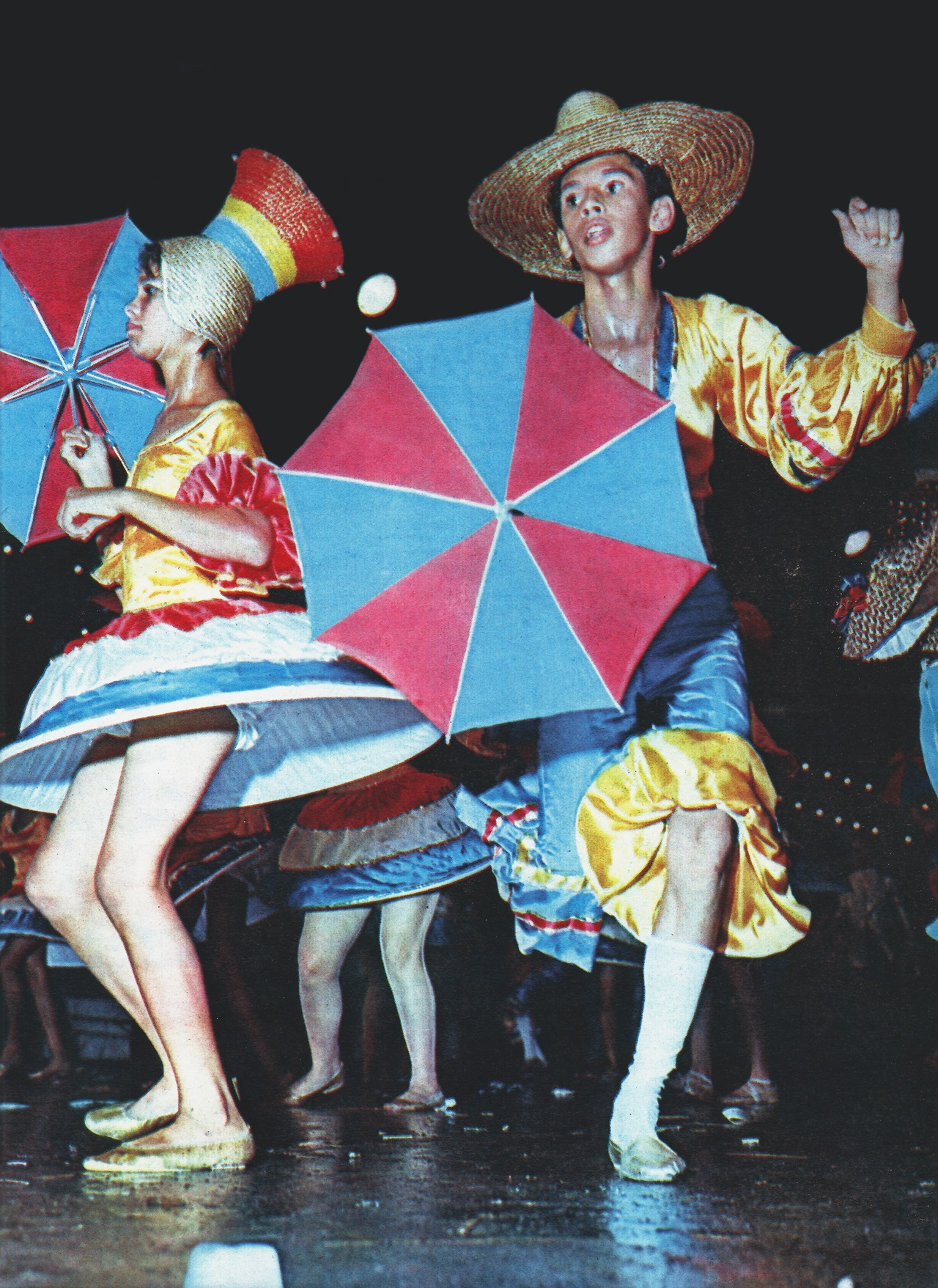
Imagem do desfile dos Pás Douradas no carnaval de 1967.

| Ordem dos desfiles                                                                                |
| 1. Clube Carioca 2. Vassourinhas 3. Lenhadores 4. Batutas da Cidade Maravilhosa 5. Misto Toureiro |

### Quesitos e julgadores
Os clubes de frevo foram avaliados em cinco quesitos.
| Quesito | Quesito   | Julgador          |
| ------- | --------- | ----------------- |
|         | Conjunto  | Johnny Franklin   |
|         | Passistas | Johnny Franklin   |
|         | Evolução  | Milton Morais     |
|         | Enredo    | Darci Tessídio    |
|         | Fantasias | Mário de Oliveira |

### Classificação
Os Lenhadores venceram com três pontos de vantagem para o vice-campeão, Vassourinhas.
| Legenda: * Sem informação disponível |

| Col. | Frevo                         | Enredo                      | Pontos |
| ---- | ----------------------------- | --------------------------- | ------ |
| 1    | Lenhadores                    | Maravilhas da Amazônia      | 40     |
| 2    | Vassourinhas                  | Sonho de Garipeiro          | 37     |
| 3    | Pás Douradas                  | *                           | 35     |
| 4    | Misto Toureiro                | Embalo                      | 25     |
| 5    | Clube Carioca                 | Auri-Verde                  | 20     |
| 6    | Batutas da Cidade Maravilhosa | Homenagem ao Rio e Seu Povo | 15     |

## Ranchos carnavalescos
O desfile dos ranchos foi realizado na segunda-feira, dia 6 de fevereiro de 1967, na Avenida Presidente Vargas. Alegando problemas financeiros, União dos Caçadores, Resedá e Recreio da Saúde não desfilaram.
| Ordem dos desfiles |
| 1. Unidos do Cunha 2. Índios do Leme 3. Unidos do Morro do Pinto 4. Tomara que Chova 5. Decididos de Quintino 6. Azulões da Torre 7. Aliados de Quintino |

### Quesitos e julgadores
Os ranchos foram avaliados onze quesitos.
| Quesito        | Quesito                                       | Julgador              |
| -------------- | --------------------------------------------- | --------------------- |
|                | Fantasias                                     | Evany Fazeres         |
|                | Cenografia                                    | Moacir de Figueiredo  |
|                | Escultura                                     | Moacir de Figueiredo  |
|                | Estandarte                                    | Maria Lúcia Rocha     |
|                | Coreografia de Mestre-Sala e Porta-Estandarte | Ítalo de Oliveira     |
|                | Harmonia                                      | Inácio Guimarães      |
|                | Melodia                                       | Inácio Guimarães      |
|                | Enredo                                        | Darci Tessídio        |
|                | Letra de Marcha e Samba                       | Darci Tessídio        |
|                | Evolução                                      | Johnny Franklin       |
|                | Desfile                                       | Raul Ângelo Rodrigues |
| Darci Tessídio | Desfile                                       |                       |

### Classificação
Tomara que Chova foi campeão com quatro pontos de vantagem para o vice, Azulões da Torre.
| Col. | Rancho                   | Enredo                                                                   | Pontos |
| ---- | ------------------------ | ------------------------------------------------------------------------ | ------ |
| 1    | Tomara que Chova         | Homenagem aos Grandes Compositores da Música Erudita e Popular do Brasil | 73     |
| 2    | Azulões da Torre         | Sonho de Zé Pereira                                                      | 69     |
| 3    | Decididos de Quintino    | Exaltação à Nossa História                                               | 64     |
| 4    | Unidos do Cunha          | Épocas e Fatos nas Asas do Brasil                                        | 62     |
| 5    | Aliados de Quintino      | Delírio de Um Jardineiro                                                 | 60     |
| 6    | Unidos do Morro do Pinto | Paquetá, Jóia Rara                                                       | 58     |
| 7    | Índios do Leme           | Festejos Juninos                                                         | 45     |

## Sociedades carnavalescas
O desfile das grandes sociedades foi realizado na noite da terça-feira de carnaval, dia 7 de fevereiro de 1967. O Clube dos Democráticos venceu a disputa.
| Col. | Sociedade              | Pontos |
| ---- | ---------------------- | ------ |
| 1    | Clube dos Democráticos | 50     |
| 2    | Clube dos Embaixadores | 46     |
| 3    | Embaixada do Sossego   | 38     |
| 4    | Pierrôs da Caverna     | 37     |
| 5    | Tenentes do Diabo      | 36     |
| 6    | Clube dos Cariocas     | 30     |
| 7    | Fenianos               | 29     |